# Israel Electric Corporation

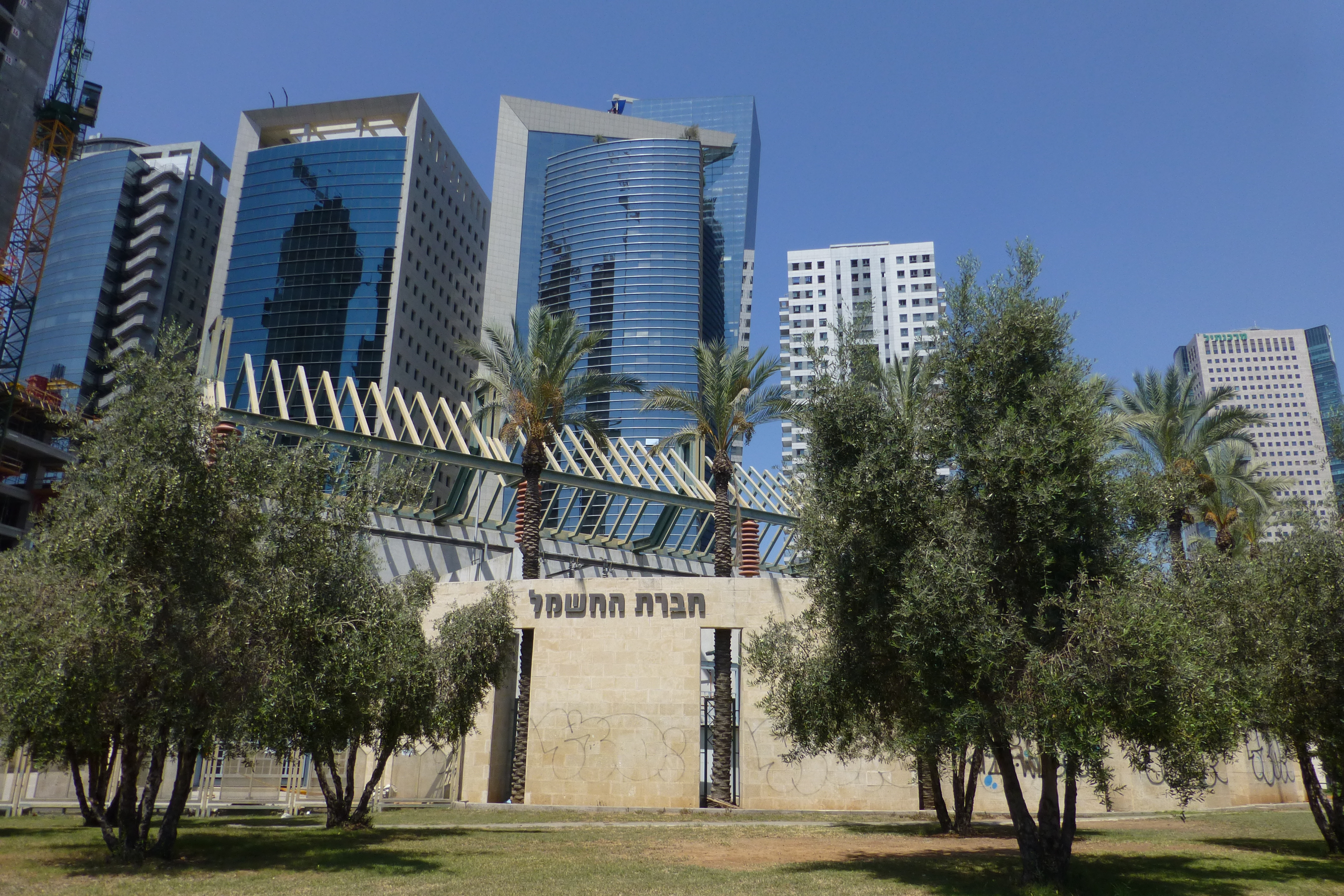
Israel Electric Corporation

Israel Electric Corporation (zkráceně IEC, hebrejsky: חברת החשמל לישראל, Chevrat ha-chašmal le-Jisra'el) je hlavní výrobce a dodavatel elektřiny v Izraeli, který buduje, udržuje a provozuje elektrárny a přenosné a distribuční sítě. Jedná se o státní podnik, v němž izraelská vláda vlastní zhruba 99,85% podíl.
IEC byla založena 29. března 1923 Pinchasem Rutenbergem pod názvem The Palestine Electric Corporation Ltd. a roku 1961 došlo k jejímu přejmenování na současný název. Ke konci roku 2009 společnost provozovala 17 elektráren (včetně 5 hlavních tepelných elektráren) s celkovým instalovaným výkonem 11 664 MW.
Sídlem společnosti je mrakodrap IEC Tower v Haifě.